# フライト236
『フライト236』（Piché, entre ciel et terre）は、シルヴェイン・アルシャンボール監督により、ケベック州で製作されたカナダ映画。
エア・トランザット236便の不時着事故を題材としている。日本ではDVDスルーされたが、その際には航空パニック映画として宣伝されていた。だが、実際にはパニック映画というよりもヒューマンドラマとしての要素が強い。
この映画では、当便の機長だった男性を主人公とし、彼の不時着事故に至るまでの実体験を基に、その後のアルコール依存症からの脱却までを描いている。

## ストーリー
※本作の役名は実名を使用しているが、当事者のプライバシー保護の為、本記事では割愛する
男は、エア・トランザットのパイロットだったが、アルコール依存症に陥り、悲惨な生活を送っていたことで、リハビリ施設に入院、治療を受ける日々を送っていた。
その数ヶ月前、彼が機長を務めていた機体はアゾレス諸島のラジェス空軍基地にダイバートを成功させるものの、彼に世間のスポットが当たった途端、刑務所に服役していた過去が発覚し、マスコミのバッシングを受ける。そして、過去の悪夢が思い起こされて、アルコール依存症に陥ってしまい、家族仲も悪くなっていった。
やがて、リハビリ施設に入った男はその事故に至るまでの自分の過去を思い返した。
1980年代、男はクラブ通いを繰り返し、できちゃった結婚で結婚した相手と子供を捨てるなど、無責任な若者だったが、やがて、彼はパイロットとしての仕事を天職と思うようになる。
しかし、彼の勤務していた航空会社であるケベックエアの重役が交代し、そこでの居場所を失って、仕事をやめてしまった。
次第に、彼は麻薬の密輸などの犯罪に手を染め、ジョージア州の刑務所で性的暴行などの地獄を味わい、妻からは離婚を告げられるなど、転落の人生を歩んでいった。
出所後、男はモントリオールからヌナブットまでを転々として様々な仕事をしたが、1996年にエア・トランサットに入社して、再びパイロットになった。
そして、アメリカ同時多発テロより数週間前、運命の日が訪れた。
それこそが、エア・トランザット236便の事故であった。
リハビリ施設でそれらを回想して打ち明け、自身がアルコール依存症であることを受け入れ始めた男を、セラピストは励ました。
続けて、セラピストは男に、あの日の出来事を思い出させた。
あの日、男は大西洋上でシステムが完全に停止した機体を相手に、副操縦士と共に格闘しながら、236便の緊急着陸を成功させた。
彼は、正しい場所にいて、正しい決断を下した。
結果、自分を含んだ306人の命を救い、乗客や乗員たちから感謝されたことを思い出した。
男はやがてリハビリ施設を退院して家族の元に戻り、事故での実体験や、リハビリ施設であったことなどをその後、人々に語り、今もエア・トランサットで機長を務めているという。

## キャスト
| 役名                | 俳優                     | 日本語吹替   |
| ------------------- | ------------------------ | ------------ |
| 236便機長           | ミシェル・コート         | 鏡優雅       |
| 236便機長（若い頃） | マキシム・ルフラグアイ   | 佐々木新太郎 |
| レジーナ            | ソフィー・プレジェント   | 田辺乃ゾ美   |
| ルイーズ            | イザベル・ゲラード       | 阿部未来     |
| セラピスト          | ノーマンド·ダマー        |              |
| ピーター・ヒル      | ヴィンセント・ルクレール |              |